# Adamoli-Cattani (tiêm kích)
Máy bay tiêm kích Adamoli-Cattani là một mẫu thử máy bay tiêm kích do hai hãng chế tạo máy bay tư nhân của Ý thực hiện.

## Tính năng kỹ chiến thuật (máy bay tiêm kích Adamoli-Cattani)

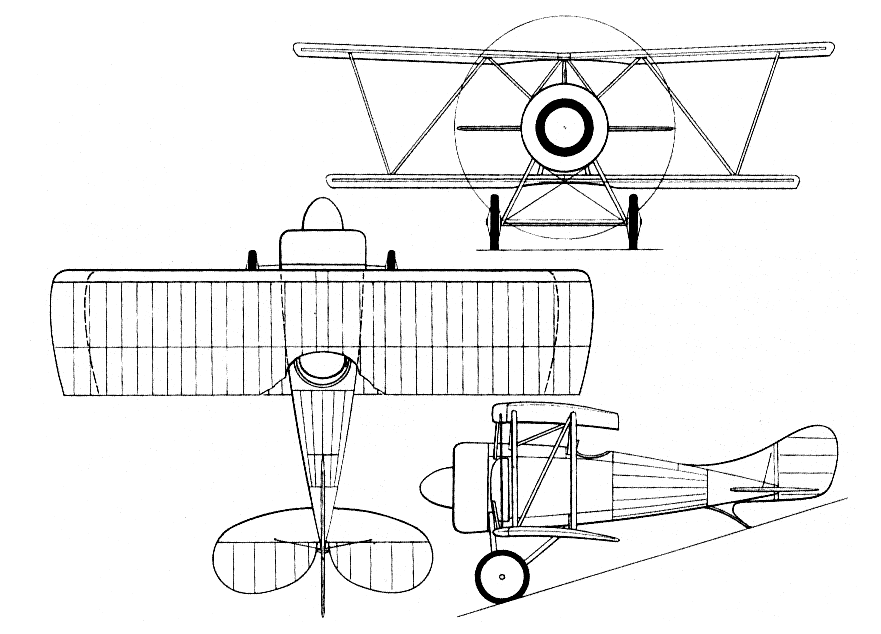
Adamoli-Cattani

### Tính năng chung
- Kíp lái: 1
- Chiều dài: 6,10 m (20 ft)
- Sải cánh: 8,6 m (28 ft 2 in)
- Trọng lượng rỗng: 470 kg (1.036 lb)
- Trọng lượng có tải: 675 kg (1.488 kg)
- Powerplant: 1x Le Rhône, 149 kW (200 hp)

### Hiệu suất
- Vận tốc cực đại: 300 km/h (186 mph)
- Thời gian bay: 2,5 h
- Tầm bay: 750 km (470 mi)
- Công suất/khối lượng: 220 W/kg (0,13 hp/lb)

### Vũ khí
- 2x súng máy.303-in (7,7-mm)

## Nội dung liên quan
Máy bay có tính năng tương đương:
- Nieuport-Delage Ni-D 29